# Олевский, Тимур Владимирович
Тиму́р Влади́мирович Оле́вский (род. 27 июня 1976, Москва) — российский журналист, военный корреспондент, теле- и радиоведущий. Шеф-редактор отдела новостей издания «The Insider». Бывший журналист и ведущий телеканалов «Дождь» (2012—2015) и «Настоящее время» (2015—2020), радиостанции «Эхо Москвы» (2009—2014).

## Биография

### Ранняя жизнь
Родился 27 июня 1976 года в Москве. Высшее образование получил по специальности «инженер».

### Карьера
До прихода в журналистику занимался графическим дизайном.
С 2009 года по 2014 год работал на радиостанции «Эхо Москвы», сначала корреспондентом, с 2012 года также был ведущим программ. С апреля 2012 года одновременно работал на телеканале «Дождь».
Впервые об Олевском заговорили, когда тот начал освещать ситуацию на Майдане (Киев) в ноябре 2013.
Неоднократно ездил в командировки в горячие точки. В сентября 2014 года его вместе с военкором Орханом Джемалем схватил батальон «Азов». Они удерживали журналистов в течение нескольких часов, после чего отпустили. Тимур сообщил редакции, что находился в подвальном помещении «с мешком на голове».

### Карьера в эмиграции
В 2015 году закончил сотрудничество с телеканалом «Дождь» и переехал жить в Прагу, где начал сотрудничать с телеканалом «Настоящее время». Позднее стал лицом телеканала, будучи задействованным сразу в нескольких передачах, включая «Вечер».
26 февраля 2019 года совместно с журналистами Михаилом Магловым и Дмитрием Трещаниным подготовил расследование в 4-х частях про Евгения Пригожина.
В декабре 2020 года со скандалом ушел с телеканала «Настоящее время». По информации источников «МБХ медиа», увольнение Олевского было связано со стримом журналиста Олега Кашина, в ходе которого обсуждались конспирологические теории об отце жены политика Алексея Навального Юлии. По данным «Медиазоны», основанием для увольнения Олевского стало то, что он принял участие в стриме без согласования с руководством «Настоящего времени» вопреки требованиям рабочего контракта. Он не стал оспаривать решение руководства.
С января 2021 года сотрудничает с изданием The Insider. Позднее стал шеф-редактором отдела новостей.

### Судебное преследование
16 апреля 2021 года мировая судья 299 судебного участка московского района Измайлово оштрафовала на 15 тысяч рублей Тимура Олевского за осуществление деятельности нежелательной организации. Штраф был связан с тем, что 13 марта Олевский должен был стать ведущим на форуме муниципальных депутатов в Москве, который разогнали полицейские.
15 июля 2024 года Преображенский районный суд Москвы оштрафовал Олевского на 10 тысяч рублей по протоколу об участии в деятельности «нежелательной организации».

## Личная жизнь
Женат, воспитывает трех детей — сына Артемия и дочерей Марию и Зосю.

## Награды и номинации
В 2013 году Тимур Олевский и его коллега Анна Трефилова получили специальный приз национальной премии «Моя планета» за программу «Прогулки по Москве», которая выходила на «Эхе Москвы» при поддержке Комитета по туризму и гостиничному хозяйству города Москвы.
В 2014 году занял 2-е место в номинации «Журналиста года» на сайте журналиста Олега Кашина.
Работы Олевского многократно номинировались на премию «Редколлегия».